# Масляная кислота
Ма́сляная кислота́ (бута́новая кислота́, химическая формула — C4H8O2 или C3H7COOH) —  cлабая химическая органическая кислота, относящаяся к классу предельных карбоновых кислот.
При стандартных условиях, масляная кислота — это одноосновная карбоновая кислота, представляющая собой бесцветную едкую жидкость с резким запахом прогорклого масла.
Соли и сложные эфиры масляной кислоты называются бутира́тами.

## Физические свойства
Масляная кислота — это бесцветная жидкость с резким запахом прогорклого масла, которая имеет в своей структуре одну карбоксильную группу и относится к одноосновным короткоцепочечным насыщенным жирным кислотам (англ. SCFA).

## Получение
Масляная кислота и её эфиры в небольших количествах содержатся в сливочном масле и нефти. Масляная кислота используется в производстве ацетобутиратов целлюлозы, пищевых и кормовых добавок. В последнее время её соли широко применяются в качестве эффективных кормовых добавок в животноводстве и птицеводстве (сама кислота для этих целей нестабильна). Бутаналь — альдегид бутанола и масляной кислоты.
Масляная кислота — одна из самых важных низкомолекулярных кислот, которые синтезируются природным образом в кишечнике. Она является основным энергетическим материалом для эпителиоцитов и поддерживает кишечный гомеостаз. Также доказана корреляционная связь между дефицитом низкомолекулярных кислот и частотой развития и обострения заболеваний толстого кишечника (язвенный колит, злокачественные новообразования и др.). Масляная кислота проявляет противораковое и противовоспалительное действие, влияет на аппетит, предупреждает развитие окислительного стресса 

## Применение в животноводстве
Положительные биологические факторы применения в животноводстве солей масляной кислоты:
1. Улучшает общее состояние и рост ворсинок кишечника[3][4][5][уточнить][6][уточнить][7][уточнить]
2. Содействует перевариванию пищи и всасыванию питательных веществ.[8][9][уточнить][10][уточнить][11][уточнить][6][уточнить]
3. Стабилизирует и увеличивает иммунологическую функцию.[12][13][уточнить][14][уточнить][15][уточнить]
4. Поддерживает микроэкологический баланс.[16][уточнить][17][уточнить]
5. Безопасная альтернатива антибиотикам[18]
6. Контролирует и снижает негативное воздействие вирусов и болезнетворных бактерий (E. coli, Salmonella spp., Clostridium perfringens spp. и др.)[18]

Экономическая эффективность применения бутирата кальция или натрия производителями свинины и птицы:
1. Здоровые свиноматки и несушки. Увеличение продуктивного срока жизни.[источник не указан 3298 дней]
2. Здоровое потомство. Малый процент диареи. Малый процент смертности.[источник не указан 3298 дней]
3. Увеличение ежедневного привеса потомства.[источник не указан 3298 дней]
4. Снижение коэффициента конверсии (расход корма на кг привеса).[источник не указан 3298 дней]

Рекомендации по использованию в животноводстве и птицеводстве:
1. В связи с летучестью, масляная кислота не используется в чистом виде. Зачастую используется, как готовый премикс в жировой или масляной оболочке при кормлении птицы, свиней, КРС, рыб и водоплавающих животных; покрытие такого продукта-премикса, по сути, является тоже действующим питательным веществом для животного;[источник не указан 3298 дней]
2. Использование качественного бутирата кальция или натрия (обязательное наличие международных сертификатов (GMP+, FAMI-QS, ISO9001);
3. Использование бутирата кальция или натрия в специальных микрокапсулах или гранулах, содержащих жиры (пальмовое или другое растительное масло), увеличивает эффективность применения, экономит средства, используемые на корм и кормовые добавки. Цель по использованию бутирата кальция или натрия — доставить как можно большее применяемое количество масляной кислоты в кишечник, минуя активную среду ротовой полости и желудка, а также снабжение организма животных дополнительными жирами. Покрытие (иногда — двойное) микрокапсул не должно растворяться в желудке; оптимально, если и покрытие и сама масляная кислота растворяются и всасываются непосредственно в кишечнике.[источник не указан 3298 дней]

## Биологическая роль
При попадании бутирата кальция или натрия в кишечник масляная кислота высвобождается и попадает во внутриклеточное пространство кишечных клеток — энтероцитов, затем происходит процесс её окисления и генерирование кетона, CO2 и АТФ. Выделяющийся диоксид углерода уменьшает величину pH в желудочно-кишечном тракте. За счёт создания кислой среды обеспечиваются неблагоприятные условия для существования и развития условно-патогенной микрофлоры. При поступлении в нижнюю часть пищеварительного тракта бутират ограничивает колонизацию кишечника такими бактериями как E.coli, Salmonella spp., Clostridium perfringens spp. и другими путём ингибирования гена, ответственного за инокуляцию бактерий в эпителиальные клетки. После этого клетка стимулирует насос для вывода и ликвидации ионов H+ и Na+.